# Rato (Metro de Lisboa)
Rato es una estación del Metro de Lisboa (Portugal). Se sitúa en el municipio de Lisboa y sirve de terminal de la Línea Amarilla. Fue inaugurada el 29 de diciembre de 1997, en el ámbito de la expansión de esta línea a la zona del Largo do Rato, en la freguesia de São Mamede.
Esta estación se localiza en Largo do Rato y posibilita el acceso al Museo Nacional de Historia Natural y de la Ciencia, al Jardín Botánico de Lisboa, al Teatro da Cornucópia y a la sede de la Sociedad Nacional de Bellas Artes.
El proyecto arquitectónico es autoría del arquitecto Sanchez Jorge y las intervenciones plásticas de los pintores Maria Helena Vieira da Silva, Árpád Szenes y Manuel Cargaleiro. Al igual que las estaciones más recientes del Metro de Lisboa, está adaptada para personas con movilidad reducida; varios ascensores y escaleras mecánicas facilitan el acceso al andén.

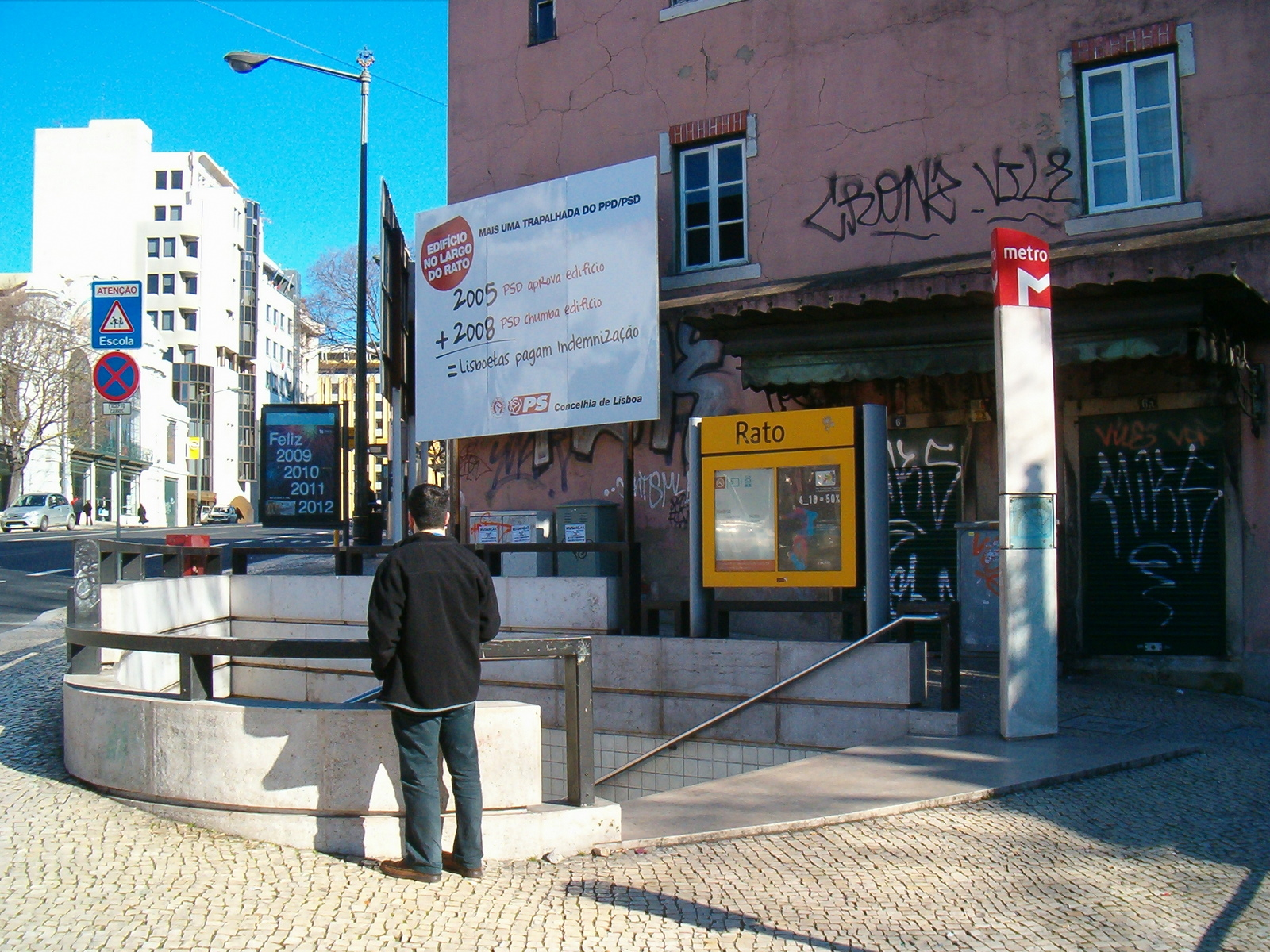
Entrada a la estación en el Largo do Rato